# Spijkerman
Spijkerman is een Nederlandse achternaam. 

## Personen met de achternaam Spijkerman
- Bertine Spijkerman (1982), Nederlands wielrenster
- Hennie Spijkerman (1950), Nederlands voetbaltrainer
- Herman Spijkerman, Nederlands voetbaltrainer
- Jack Spijkerman (1948), Nederlands televisie- en radiopresentator